# Stara Dziedzina
Stara Dziedzina [ˈstara d͡ʑeˈd͡ʑina] là một ngôi làng thuộc khu hành chính của Gmina Barlinek, thuộc hạt Myślibórz, West Pomeranian Voivodeship, ở phía tây bắc Ba Lan.
Trước năm 1945, khu vực này là một phần của Đức. Đối với lịch sử của khu vực, xem Lịch sử của Pomerania.
Làng có dân số 145 người.